# Cucina dell'Asia centrale

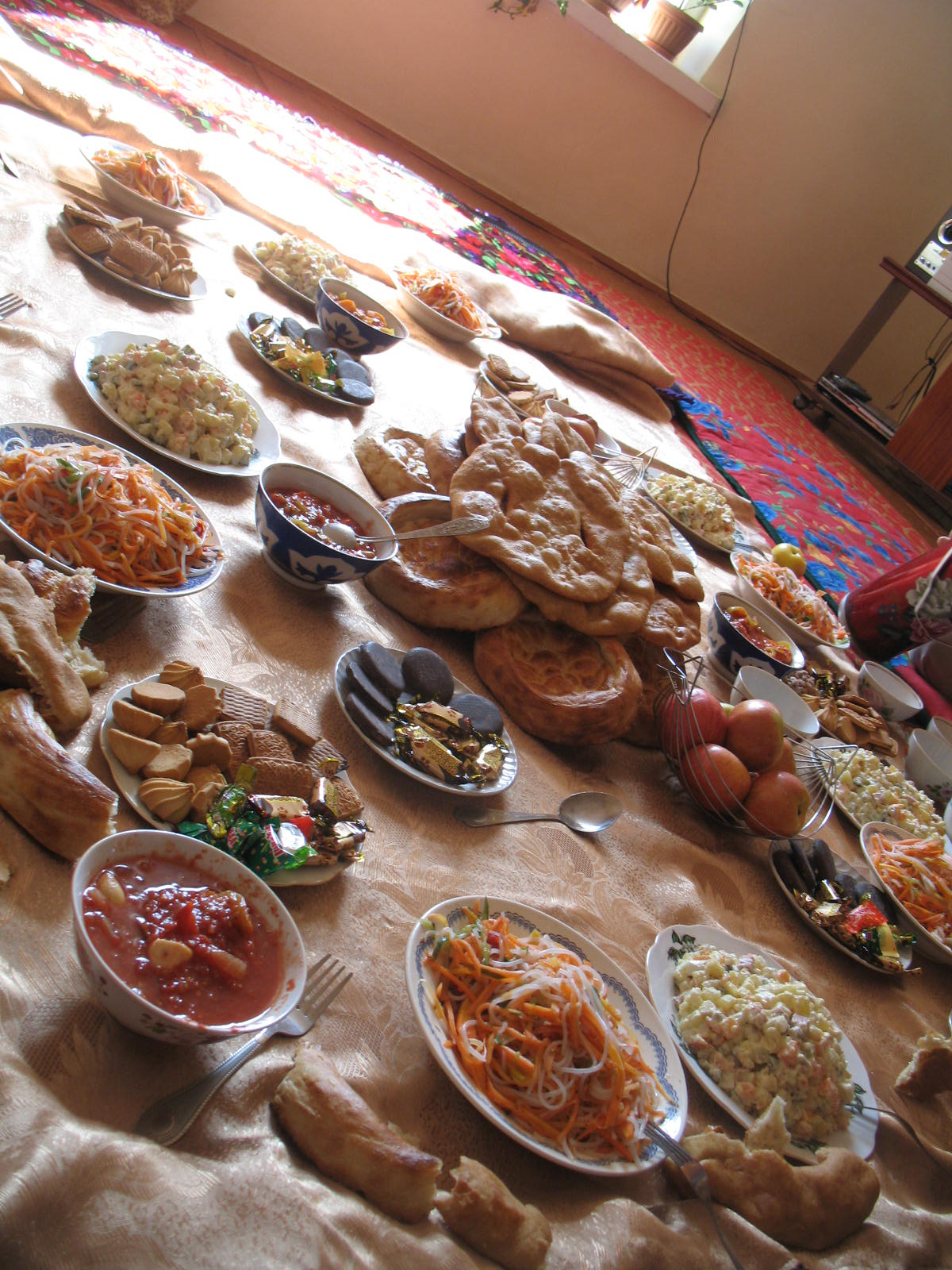
Pasto servito su un dastarkhan per la festa di Nowruz

La cucina dell'Asia centrale è l'insieme di pratiche alimentari derivanti dalla cultura persiana, indiana, araba, turca, cinese, mongola e russa, nonché dalle tradizioni culinarie di altre variegate civiltà nomadi e sedentarie. A contribuire alla diversità culinaria sono state le migrazioni di uiguri, slavi, coreani, tartari, dungani e tedeschi nella regione.

## Storia
I popoli nomadi della steppa eurasiatica avevano diete semplici di sussistenza basate principalmente sui latticini e, in misura minore, su selvaggina e cibi a base vegetale. Gli scavi ad Adji Kui nel deserto di Kara Kum del Turkmenistan hanno dimostrato che il sito fu occupato tra il 2400 e il 1300 a.C. Le prove archeobotaniche hanno dimostrato che la diffusione delle colture era in corso attraverso le valli montane e le città oasi dell'Asia centrale già nel III millennio a.C. Le prime prove di coltivazioni di cereali dei pastori nomadi (2800-2300 a.C.) sono state trovate nei siti di Tasbas e di Begash della steppa degli altipiani kazaki. Il triticum durum e il panicum miliaceum trovati negli altipiani nell'Eurasia centrale rappresentano la prima trasmissione conosciuta di questi cereali coltivati dalla Cina e dalla regione a sud del fiume Syr Darya.
Le tecniche di cucina dell'Asia centrale sono state influenzate dalla mancanza di acqua. Pioppi, saxaul e sterco di animali erano le principali fonti di combustibile utilizzate nei forni tandyr, progettati per massimizzare il calore ottenuto dalla fornitura limitata di combustibile, dove venivano cotti focacce, samsa e carni. Zuppe, stufati e gnocchi al vapore venivano cotti in pentole singole.

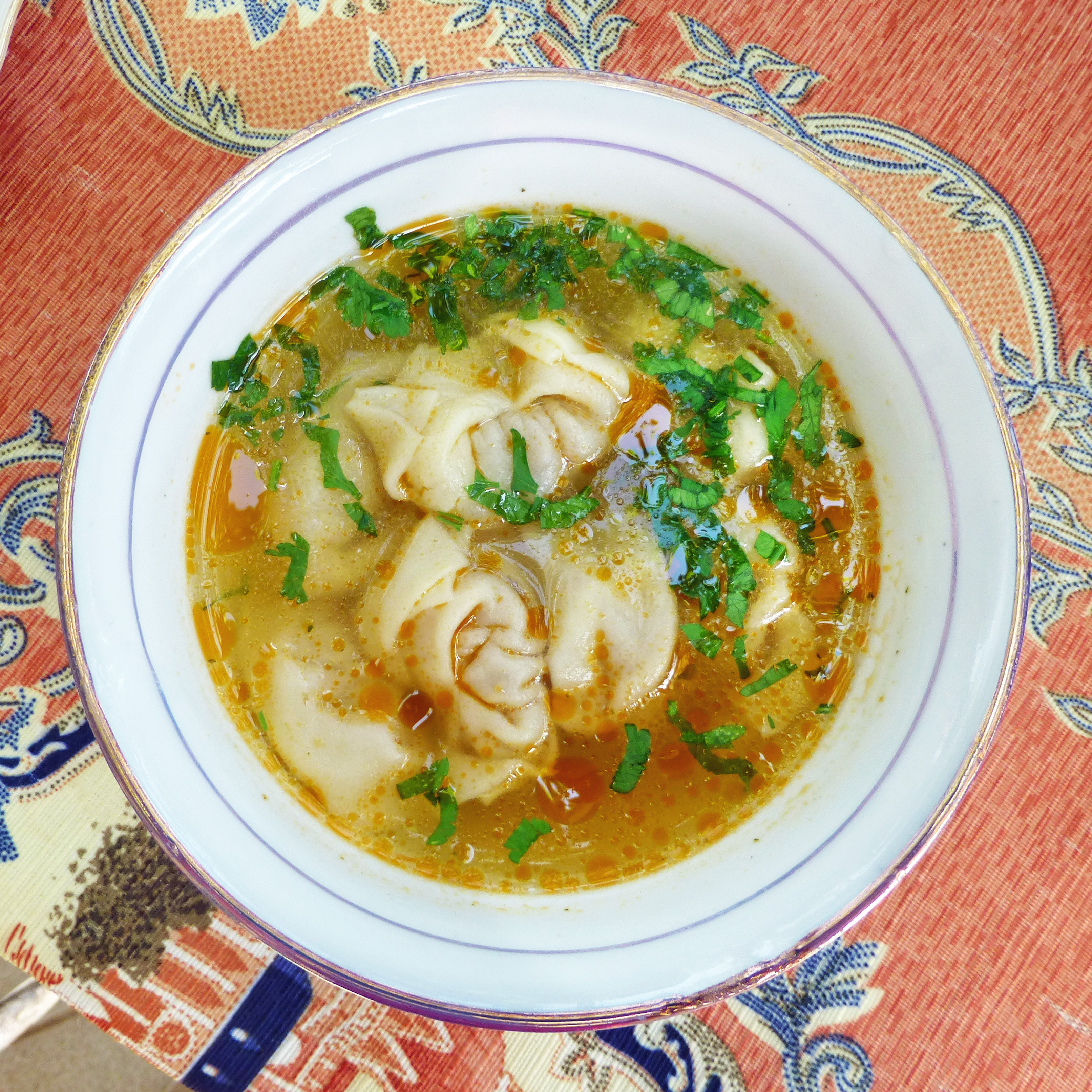
Zuppa di manti uzbeka

La cucina persiana nell'età d'oro dell'Iran era altamente sofisticata e utilizzava ingredienti provenienti dalla Cina e dal Mediterraneo. L'influenza turca è stata osservata nei manti, nel porridge di grano chiamato sumalak e nei latticini assortiti. Mahmud da Kashgar descrive la cottura in fossa, la cottura in terracotta e la cottura alla griglia. Anche dopo l'interruzione delle invasioni mongole del XIII secolo, le tradizioni culinarie iraniane e turche permasero nella cucina ottomana.
L'impero di Tamerlano è considerato l'ultimo importante impero dell'Asia centrale del XIV secolo, coprendo i territori dell'odierna Baghdad, il Volga e Delhi. L'Impero Mughal, fondato da un discendente di Tamerlano di nome Babur, era noto per i successi culturali, tra cui una cucina sofisticata che fondeva elementi indiani e persiani in uno stile unico. Spezie fragranti come noce moscata, cannella e macis erano usate per aromatizzare i piatti, che venivano serviti con salse dense a base di yogurt e noci tritate. I pilaf di riso erano sofisticati e i dessert erano aromatizzati alla rosa. La moderna cucina indiana è fortemente influenzata dalla cucina Mughal, comprese le carni tandoori alla griglia e le salse allo yogurt.

## Caratteristiche
Le culture culinarie dell'Asia centrale possono essere suddivise in cucina nomade o urbana, cucina dell'altopiano o delle pianure, e cucina mongola, turca o iraniana. La dieta nomade a base di carne e latticini è diffusa in Turkmenistan, Kazakistan e Kirghizistan. Se l'agnello e il manzo, il pane, le torte al forno e gli spaghetti fatti in casa sono comuni in tutta la regione, il beshbarmak e la carne di cavallo si trovano solo in alcune aree, principalmente in Kazakistan e Kirghizistan.

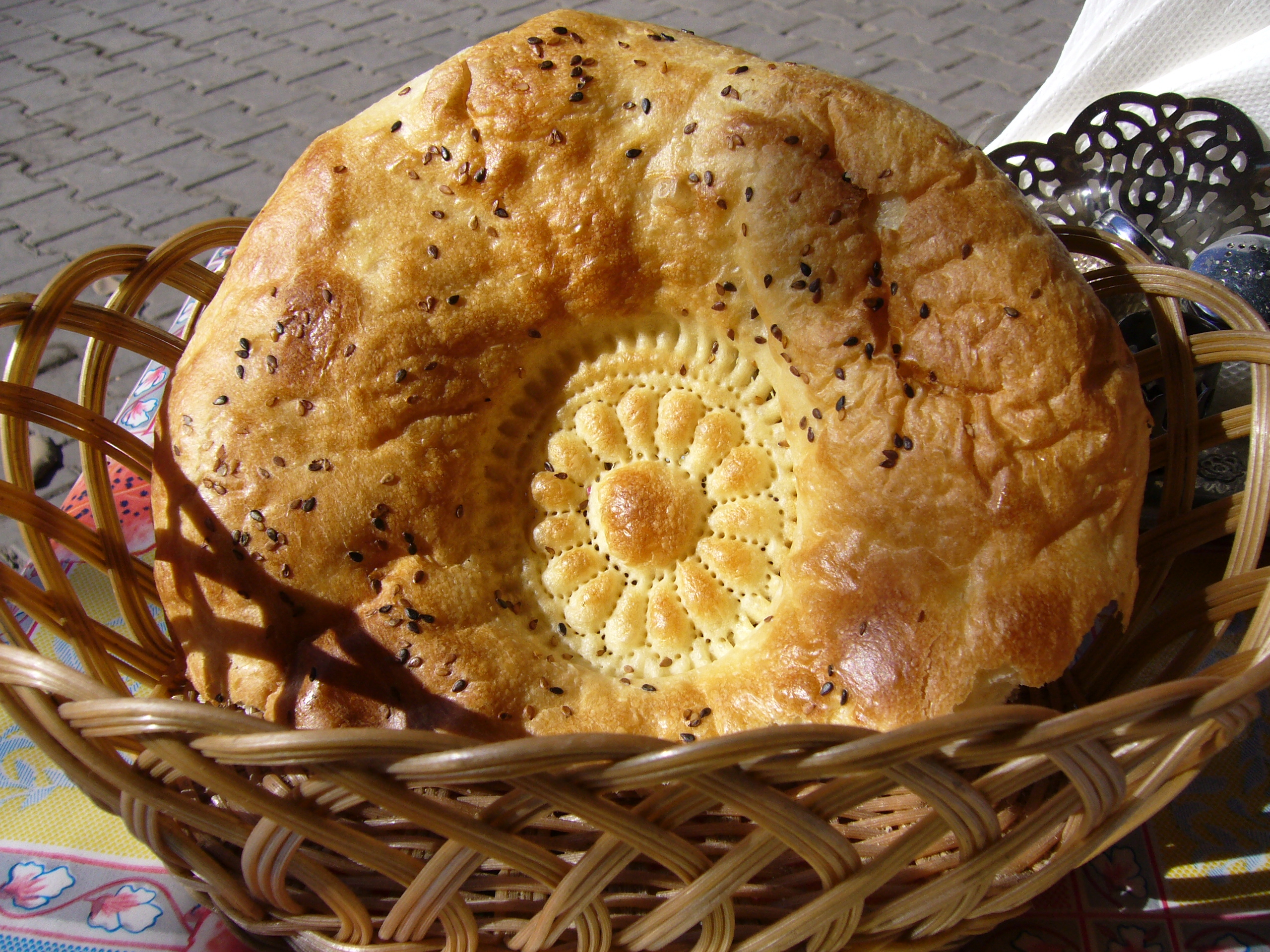
Pane nan uzbeko cotto in un forno tandyr

I piatti tipici delle popolazioni turche, come gli uzbeki e gli uiguri, sono il pilaf, kebab, stufati, spaghetti, focacce tandyr e pasticcini salati. L'influenza culturale iraniana è visibile nella cucina del Tagikistan e dell'Uzbekistan meridionale, raggiungendo il nord del Pakistan e l'India, dove i piatti a base di riso e verdure in umido sono più elaboratamente speziati.
Alcuni ingredienti e sapori comuni si possono trovare nelle varie cucine della regione. Questi includono un uso generoso di grasso della coda di pecora e cipolla, peperoncino, pepe nero, cumino, semi di sesamo, nigella, basilico, coriandolo, prezzemolo, menta e aneto. Questi ingredienti sono usati in tutti i tipi di piatti tra cui zuppe, insalate e pilaf. Meno comuni sono la cannella e lo zafferano.
Il tè verde con panna è maggiormente diffuso nella cucina kirghisa, mentre il tè nero è più comune in Kazakistan e Uzbekistan. Una chaikhana è una sala da tè tipica dell'Asia centrale, dove vengono serviti piatti tradizionali come la shorpo (zuppa), gli shashlik, la mastoba, i manti, il pilov e i samsa. La vodka è talvolta chiamata ak cha o "tè bianco".
Un pasto inizia tipicamente con tè o con del pane tandyr nan fresco, seguito da una zuppa (shorpo) o tagliatelle tirate a mano (laghman). Il piatto principale è generalmente un pilov con carne, riso e carote. Vi sono possibili centinaia di varianti di questo piatto con l'aggiunta di diverse erbe, frutta secca come uvetta e albicocche, noci e altri ingredienti. Dopo la portata principale all'ospite possono essere offerti gnocchi o spiedini di carne alla griglia, e spesso la frutta fresca prende il posto del dolce finale. In molte parti dell'Asia centrale il pasto viene servito sul pavimento con molti piatti disposti su un panno denominato dastarkhan.

## Piatti

### Dolci
L'halva è un dolce fatto con semi di sesamo, farina, zucchero, latte e noci. La composta di frutta con noci è un tipico piatto da dessert. Ci sono centinaia di varietà di melone coltivate localmente in Asia centrale, nonché prugne, mele, albicocche, pere, bacche e ciliegie. Vengono inoltre importati fichi, pesche e cachi.
La versione locale della baklava si chiama paklama. Per le celebrazioni dell'Eid, delle palline di pasta fritte inzuppate di sciroppo di miele chiamate çäkçäk vengono ammucchiate in cumuli, insieme a spirali di pasta spolverate di zucchero chiamate urama. Il boorsog kirghizo è un simile impasto fritto, chiamato bogursak in Turkmenistan e baursaki in Kazakistan.
Pur non essendo dolci tradizionali, anche torte e pasticcini a strati in stile europeo sono ampiamente disponibili. Noci, miele, frutta e halva rimangono scelte tradizionali comuni.

### Frutta
I meloni della regione sono rinomati e si producono anche ciliegie, mele, prugne, pesche e fichi. La frutta viene consumata come spuntino, fresca o secca, in ogni momento della giornata.

### Cereali

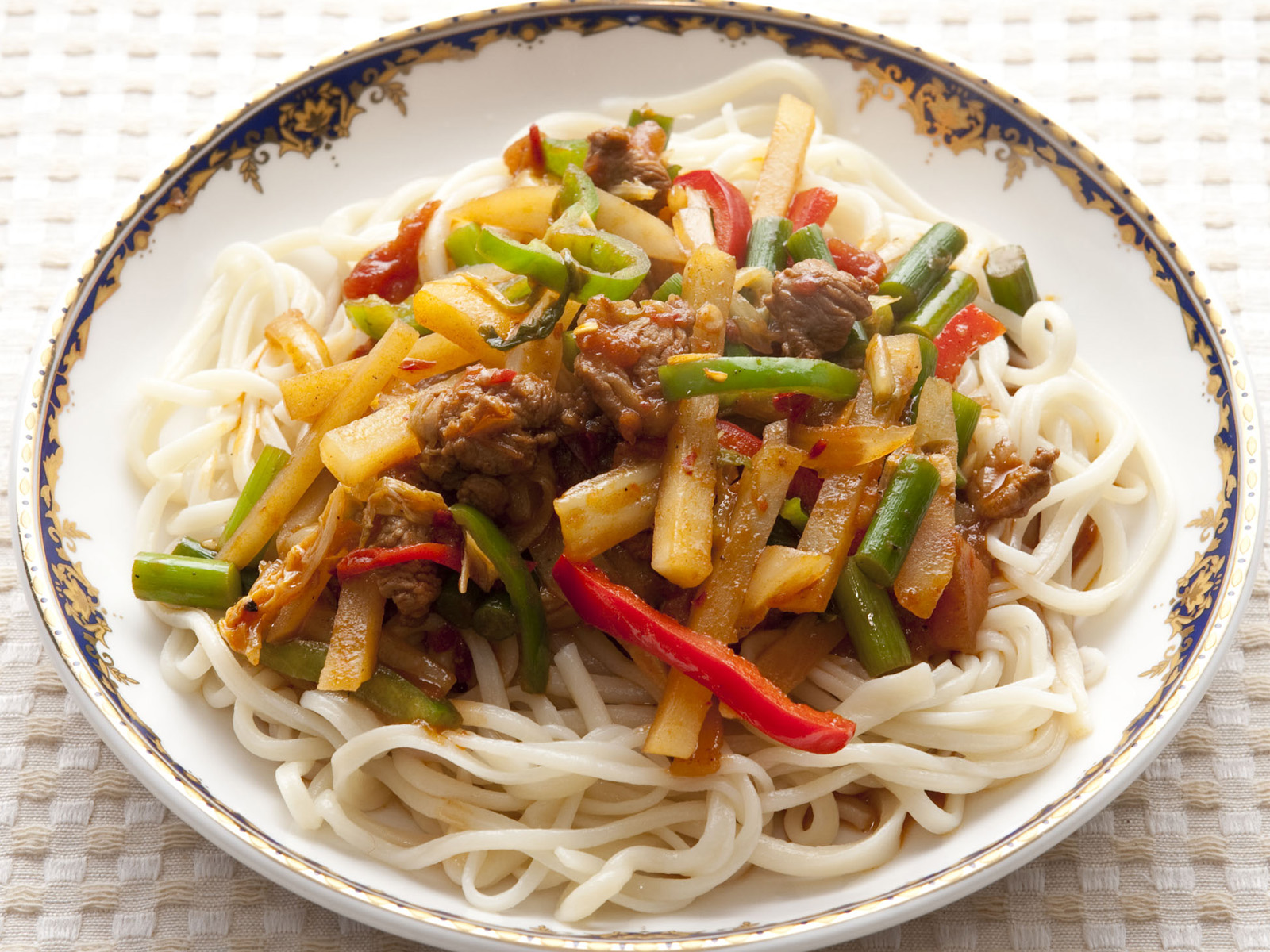
Un piatto di laghman

Le principali colture cerealicole dell'Asia centrale sono il miglio, il riso, il grano e l' orzo. Il riso e il grano sono usati per preparare il pane e la pasta. La farina di frumento viene utilizzata per preparare il tandyr nan, i manti, i chuchvara e i samsa.
Il miglio è l'ingrediente principale della boza. Simile nel sapore alla birra, questa bevanda è prodotta in Kazakistan e Kirghizistan.
Il pilaf è il piatto più iconico dell'Asia centrale, soprattutto nella cucina uzbeka che offre una moltitudine di varietà, spesso mescolata con legumi per aggiungere proteine.
Dalla cucina turca provengono lo yufka, il çörek, il katmer e un piatto di pasta chiamato tutmaç. I beljaš sono invece tipici della cucina kazaka.

### Verdure
Le verdure più comuni comprendono rape, pomodori, ravanelli, cipolle, piselli, peperoni rossi e cetrioli. Il turp è il nome locale di un grande ravanello verde che di solito viene consumato fresco come contorno o insalata. La "carota gialla" (sabzi turisida) è in realtà un tipo di pastinaca che viene utilizzata nel pilaf. La zucca è un ingrediente comune per stufati, zuppe, ravioli e samsa.